# Back Track
Pour les articles homonymes, voir Backtrack.
Back Track est un jeu vidéo de tir à la première personne développé et édité par Telegames, sorti en 1998 sur Windows et Game Boy Advance.

## Accueil
- GameSpot: 3,9/10 (GBA)[1]
- IGN: 4/10 (GBA)[2]